# RAAF Woomera Range Complex

Położenie poligonu na mapie Australii Południowej

RAAF Woomera Range Complex (dawniej jako Woomera Prohibited Area, Woomera Test Range, Woomera Test Facility, Woomera Rocket Range i Long Range Weapons Establishment, Woomera) – obszar militarny położony w zachodniej części stanu Australia Południowa, zarządzany przez Royal Australian Air Force. Powierzchnia poligonu wynosi 122 188 km² (ponad 39% obszaru Polski). Obszar jest wykorzystywany przez wojsko od 1946 roku. W latach 50. i 60. XX wieku Wielka Brytania prowadziła badania nad bronią atomową. Na terenie tym prowadzono badania m.in. nad pociskami balistycznymi w ramach projektu Blue Streak oraz nad systemami obronnymi GWS Sea Wolf, Rapier, Sea Dart i Bristol Bloodhound, jak również testowano australijskie bezzałogowe samoloty GAF Jindivik. Bazy użyto również do startów rakiety Europa opracowanej przez ELDO. W strefie Woomera zakończyła się misja japońskiej sondy kosmicznej Hayabusa. Kapsuła powrotna sondy wylądowała pomyślnie 13 czerwca 2010 roku, kończąc trwającą 7 lat misję. M.in. w  2021 roku testowano tu dwa egzemplarze australijskich bezzałogowych samolotów Boeing MQ-28 Ghost Bat wykonanych w technologii stealth, które pomyślnie zakończyły oddzielne misje lotnicze.
Zlokalizowane jest tutaj lotnisko operacyjne RAAF Woomera Airfield.